# Moto Club d'Avignon
 (juillet 2024).
Le Moto Club d'Avigon a été fondé en 1904. Il s'agit aujourd'hui de l'un des plus anciens club motocycliste de France. 

## Histoire
Depuis 1904, son activité n'a jamais cessé et malgré des hauts et des bas il a franchi les années sans prendre trop de rides et il est maintenant entré dans son deuxième centenaire,.
Depuis sa création, le nom du MOTO CLUB est resté associé à la compétition, et plus particulièrement à la vitesse.
D'abord avec la mythique Course de côte du Mont Ventoux, une épreuve mixte autos-motos organisée pendant plusieurs dizaines d'années avec l'Automobile Club Vauclusien, course qui a fêté en 2002 son centenaire.
Ensuite avec le Circuit d'Avignon, d'abord organisé autour des Remparts puis sur les Allées de L'Oulle, une épreuve internationale de vitesse qui a vu s'affronter les meilleurs pilotes mondiaux jusqu'au milieu des années 70.
Mais également avec plusieurs autres épreuves régionales, comme les courses de cote de Bellevue, de Gadagne ou des Alpilles, et plus récemment de Cairanne et de La Madeleine, ainsi que quelques Moto-Cross.

## Palmarès Moto-Ball
Le motoball serait né en Angleterre pour animer une fête de bienfaisance en septembre 1923. Le motoball, c'est du football à moto. Très spectaculaire ce sport se pratique sur un terrain identique à celui du football. Ce sport mécanique spectaculaire eut ses heures de gloire en France dans les années 30 avec de grandes équipes comme Dijon, St Etienne, Nice, Sochaux, l'Aigle, CMB Paris, Nevers, Avignon, Carpentras...
Le Moto Club d'Avignon n'a actuellement plus aucune équipe engagée en championnat de France de Moto-Ball.

### Élite 1
- Championnat de France Elite 1 : 1947, 1950, 1954
- Coupe de France : 1947, 1949